# La flûte de Pan
La flûte de Pan is een olieverfschilderij van de Spaanse kunstenaar Pablo Picasso, geschilderd in 1923 tijdens zijn klassieke periode. Het werk toont twee imposante mannen van mythologische oorsprong. De schildertechniek maakt gebruik van een groot doek en een klassiek kleurenpalet. Het werk hangt in het Musée Picasso in Parijs.
Het schilderij ontstond in het midden punt van Picasso's klassieke periode, van 1919 tot 1929, waarin zijn fascinatie voor klassieke kunst centraal stond. Tijdens zijn uitgebreide reizen door Italië vond hij inspiratie in de Grieks-Romeinse kunst, wat resulteerde in de keuze van het onderwerp van het schilderij: twee mannelijke Griekse jongens met en ontbloot bovenlijf waarvan een de panfluit speelt in een mediterrane setting.
Het werk is omgeven door controverses, met name betreffende de vermeende ware aard van het onderwerp. In de jaren 1920 ontmoette Picasso Sara Murphy, een Amerikaanse expat, wat leidde tot een flirtende relatie die mogelijk invloed had op het schilderij. Infraroodfoto's genomen in de jaren 90 onthulden een initiële compositie met vier figuren, waarbij sommige kunsthistorici speculeren dat een van de figuren Venus als Sara voorstelde, terwijl een andere figuur mogelijk Mars als Picasso vertegenwoordigde. Er wordt gesuggereerd dat Picasso mogelijk Sara uit de compositie heeft gewist als omdat zij hem afwees.